# Dorset Garden Theatre
Das Dorset Garden Theatre in London wurde 1671 am Ufer der Themse erbaut und war eines der ersten bedeutenden Theater in der Stuart-Restauration. Es war zunächst als Duke of York’s Theatre oder als das Duke’s Theatre bekannt. 1685 starb Karl II. und sein Bruder, der Duke of York, wurde im selben Jahr als Jakob II. zum König gekrönt. Gleichzeitig wechselte der Name des Theaters zu Queen’s Theatre in Bezug zu James’ zweiter Frau Maria Beatrice d’Este. Der Name blieb auch erhalten als Wilhelm III. und Maria II. 1689 den englischen Thron bestiegen.
Es war die vierte Spielstätte der Duke’s Company, einer der beiden Theaterkompanien mit einem Theaterpatent im London der Restaurationszeit und wurde, nachdem die beiden Gesellschaften 1682 zur United Company verschmolzen, weiterhin von dieser genutzt. Das Gebäude wurde 1709 abgerissen.

## Hintergrund
In der Regierungszeit Oliver Cromwells kam das Theater in England weitgehend zum Stillstand. Nach der Restauration vergab Karl II. Patente für „gesprochenes Drama“ an zwei Schauspieltruppen: die King’s Players von Thomas Killigrew, die ab 1663 das Drury Lane Theatre bespielten und die Duke’s Players von William Davenant, die später (1671) in das neue Dorset Garden Theatre ziehen sollten. Die Patente waren so beschaffen, dass sie jeweils auf die Erben übergehen konnten.
Der Schirmherr der Duke’s Company war der Duke of York (der spätere Jakob II.); die andere Patent Theatre Company, die King’s Company hatte die Patronage seines Bruders, Karl II. Beide Kompanien fanden ab 1660 ihre Spielstätte zunächst kurz in einem alten Theater der jakobinischen Ära (1603–1625), dem Cockpit Theatre (auch bekannt als Phoenix Theatre) in der Drury Lane. Nach einer kurzen Periode im Salisbury Court Theatre zog die Duke’s Company 1662 in das Lincoln’s Inn Fields Theatre, einem ehemaligen Ballhaus an der Portugal Street. Dort spielte die Truppe bis 1671. Zwischenzeitlich zog die King’s Company endgültig in das Theatre Royal Drury Lane,.
Der Gründer der Duke’s Company (und Poet Laureate), Sir William Davenant, war ein Anhänger wechselbarer Kulissen und Bühnenmaschinerie, welche er auch als erster in die englischen Theater brachte. Er starb jedoch, bevor 1670 der Grundstein für das neue Theater gelegt wurde und so wurde Dorset Garden unter der Schirmherrschaft der Familie Davenant erbaut, die mit Hilfe eines Hauptdarstellers der Truppe, Thomas Betterton, die Duke’s Company weiter leitete.

## Der Beginn

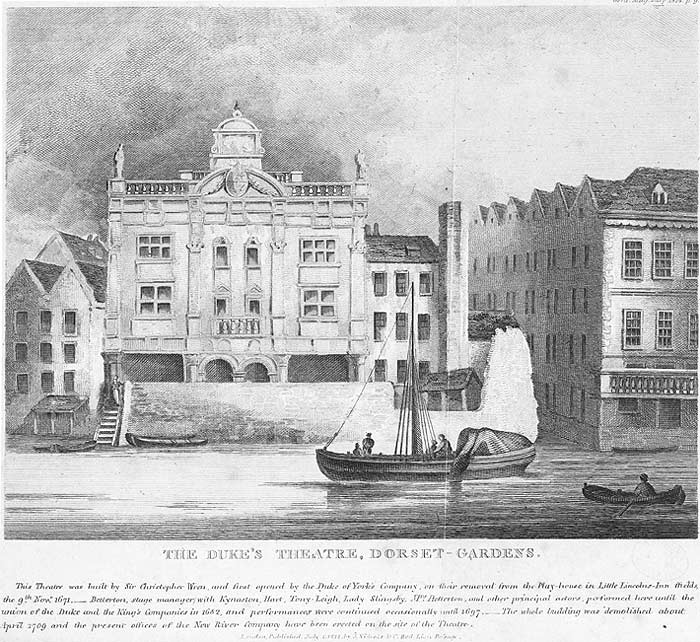
Das Duke’s Theatre am Dorset Garden

Der Bauplatz des neuen Theaters war etwas oberhalb der Themse und westlich des New Canal, einem Teil des (heute unterirdisch kanalisierten) River Fleet. Dieser Standort nahe dem Fluss erlaubte es den Besuchern auch auf dem Wasserweg in das Theater zu kommen, wodurch sie die Anreise durch das benachbarte Alsatia, einem Zufluchts- und Wohnort für Kriminelle aller Art, die sich hier für Jahrzehnte erfolgreich dem Zugriff des Gesetzes entziehen konnten, vermeiden konnten.
Es wurde für jährlich 130,55 Pfund auf 39 Jahre ein Grundstück in Dorset Garden gepachtet und im Voraus bezahlt. Es handelt sich um eine Fläche, welche sich auf dem Grund eines ehemaligen Klosters der Karmeliten („Whitefriars“) befand. Später gab es dort das „Dorset House“, der Sitz des Earl of Dorset in der heutigen City of London, welcher im Großen Brand von London vernichtet wurde. Bereits zu des Earls Zeiten bestand dort ein Kindertheater. 1629 pachtete der Earl hinter seinem Wohnsitz, der Flussseite zugewandt, „Ställe und Toilettenhäuser [...], um ein Theater für die Kinder seiner Festgäste zu errichten.“ („to make a playhouse for the children of the revels.“)
Bevor das neu errichtete Theaterhaus (1671) eröffnet wurde, reiste Betterton nach Frankreich. Es wird angenommen, dass der Zweck seiner Reise ein Blick auf den aktuellen Stand der dortigen Theatertechnik war, die er gerne nach England holen wollte. Diese Annahme beruht zum großen Teil darauf, dass Betterton, der Stellvertreter William Davenants war, auf Geheiß Karls II. zu diesem Zweck schon einmal, 1661, nach Frankreich reiste und auch später, 1683, im Auftrag des Königs in Frankreich eine Oper und ein Tanzensemble zur Unterhaltung des Hofes verpflichtete.

## Der Betrieb
Das neue Dorset Garden Theatre eröffnete am 9. November 1671. Es war fast doppelt so groß, wie das frühere Etablissement der Duke’s Company Lincoln's Inn Fields. Sie produzierten eine Reihe immer aufwendigerer Aufführungen, wie auch Opernadaptionen von Shakespeares Macbeth im Jahr 1673, Der Sturm im Jahr 1674 und das Stück Pysche im Jahr 1675, welches von Matthew Locke Thomas Shadwell stammt. Charakteristisch für diese Inszenierungen der Restaurationszeit war ihre moderne bühnentechnische Ausstattung mit fliegenden Kulissen und schwebenden Schauspielern, Instrumentalmusik, Gesang und umfangreichen Besetzungen.
Im Theater erschienen damals alle großen Namen jener Zeit: Neben Thomas Betterton wirkten dort Elizabeth Barry, Anne Bracegirdle, Aphra Behn, Thomas d’Urfey, Henry Purcell und viele weitere Schauspieler, Musiker, Tänzer, Autoren und Komponisten. Als das Dorset Garden Theatre 1673 The Dutch Lover von Aphra Behn inszenierte, sabotierten Kritiker das Stück mit der Begründung, der Autor sei eine Frau.
Das Theater wurde zum führenden Spielstätte in London. Nachdem das Theatre Royal Drury Lane im Januar 1672 niederbrannte, erhielt das Dorset Garden Theatre durch das gleich anschließend neuerrichtete Theatre Royal, welches im März 1674 eröffnet wurde, starke Konkurrenz. Als die Duke’s Company mit der King’s Company 1682 zur United Company fusionierte, wurde das Dorset Garden hauptsächlich für Opern- und Musikdarbietungen, nebst einigen Schauspielen, genutzt. Ab den 1690er Jahren allerdings auch für andere Spektakel, wie etwa Gewichtheben. Das Dorset Garden Theatre wurde, nach Ablauf des auf 39 Jahre festgesetzten Pachtvertrages von 1670, im Jahr 1709 abgerissen.
Eine Reihe wichtiger Leute leben in der Nähe: etwa Aphra Behn in der Dorset Street (welche sich damals noch in der Nähe des Theaters befand), John Dryden im Salisbury Square von 1673 bis 1682 oder John Locke in Dorset Court, 1690 und Thomas Betterton in einem Apartment („upper floor“) an der Südseite des Theaters.

## Architektur und Bühne
Von den Illustrationen im Libretto des Stücks The Empress of Morocco abgesehen, gibt es keine zeitgenössischen Bilder der Innenraums. Durch die Rivalität der beiden Theaterkompanien (Duke’s und King’s) finden sich jedoch in den Prologen zu den jeweiligen Aufführungen, sowie diversen Lobversen, Hinweise auf die äußeren Gegebenheiten des Theaters.
Wer das Theater entwarf, ist nicht gesichert überliefert, allgemein wird es Sir Christopher Wren zugeschrieben.
Dies erscheint jedoch sowohl aus praktischen als auch aus stilistischen Gründen unwahrscheinlich. Womöglich hatte Robert Hooke, ein Mitarbeiter von Wren, etwas mit der Architektur des Theaters zu tun.  Die Außenmaße betrugen 48 Meter mal 17,4 Meter, inklusive einer drei Meter tiefen Veranda. Ein ausländischer Besucher berichtete 1676, dass das Theater einen zentralen Pit in Form eines Amphitheaters enthielt, sowie zwei Reihen mit je sieben Logen, in denen jeweils 20 Personen Platz fanden und eine Galerie. Das Haus konnte ca. 850 Besucher aufnehmen. Das Theater stellt eine große Investition der Duke’s Company dar und war innen reich verziert. So besaß der Proszeniumbogen Schnitzereien von Grinling Gibbons.
Das Dorset Garden Theatre verfügte über eine große Vorbühne, eine typische englische Entwicklung. Edward Langhans kalkulierte in einer Rekonstruktion die Vorbühne auf über sechs Meter Tiefe und 9,3 Meter Breite auf Höhe des Proszeniumbogens. Nach anderen Angaben sollen es die Maße 7,6 Meter zu 9,2 Metern gehabt haben.
Die gut ausgeleuchtete Vorbühne erweiterte Schauspielern, Musikern und Tänzern spürbar ihren Raum für die Darbietungen. Sie diente als wichtiges Bindeglied zwischen dem Publikum und den Darstellern, dem Auditorium und der Bühne, den Theaterbesuchern und dem Theaterstück. Bei geschlossenem Vorhang erlangten die Darsteller Zutritt zur Vorbühne durch permanente Proszeniumtüren, wahrscheinlich zwei auf jeder Seite der Bühne. Über diesen Türen befanden sich Balkone, die als Bühnenbestandteil, wie auch Theatersitzgelegenheiten dienen konnten.
Die Bühne selbst war vermutlich ca. 15,4 Meter breit und 9 Meter hoch. Die Bühne, inklusive der Vorbühne, war zum Publikum hin geneigt. Der kleine Raum über dem Proszeniumbogen beherbergte vermutlich acht bis zehn Musiker, welche die einzelnen Szenen begleiteten. Das eigentliche Orchester befand sich, wie üblich, in einem Graben vor der Bühne.
Die Duke’s Company hatte bereits in ihren zuvorigen Spielstätten erfolgreich bewegliche Kulissen eingesetzt. Erstmals wurden sie von Davenant am Rutland House an der Aldersgate Street eingesetzt, der das ehemalige Haus der Dukes of Rutland in den 1650er Jahren in ein privates Theater umbaute. Die Technik im neuen Dorset Garden Theatre war nun aber auch in der Lage mindestens vier Personen gleichzeitig schweben zu lassen. Ebenso große Objekten, wie eine Wolke, welche die gesamte Breite der Bühne abdeckte und zudem eine Gruppe von Musikern trug (so in dem Stück Psyche im Jahr 1675). Es gab auch zahlreiche Versenkung im Boden. Das Dorset Garden Theatre war das einzige Schauspielhaus in London, in dem alle Effekte erzielt wurden, welche die neuen und üppigen Schauspiele der Restaurationszeit erforderten.